# 鹿陶
鹿陶，是臺灣臺南市玉井區的一個傳統地域名稱，位於該區中部偏北，並向東延伸至邊界。相較於今日行政區，其範圍大致包括中正里南半部不含東南部邊界地帶南段及西南端、竹圍里溪北地區。
本地區境內主要聚落為鹿陶。

## 歷史
台灣日治初期，鹿陶地區為一街庄，稱為「鹿陶庄」（舊制街庄），隸屬於楠梓仙溪西里。該庄昔日西邊及北邊西段隔曾文溪與口宵里庄為界，北邊東段與鹿陶洋庄為鄰，東邊一小段與龜丹庄為鄰，東南邊及南邊大部分隔曾文溪支流後旦溪與竹圍庄為界，南邊西側一小段亦隔後旦溪與噍吧哖庄為界。
1901年（日治明治三十四年）11月11日，全台廢縣廳改設二十廳，該庄隸屬於臺南廳。1904年（明治三十七年）3月31日，該庄編入「內噍吧哖區」，隸屬於臺南廳。1909年（明治四十二年）10月25日，全台合併二十廳為十二廳，內噍吧哖區仍隸屬於臺南廳。1920年（大正九年）10月1日，全台地方制度大改正，廢十二廳改設五州二廳，該庄改制為「鹿陶」大字，隸屬於臺南州新化郡玉井庄（新制街庄）。
戰後玉井庄改制為玉井鄉，隸屬於臺南縣，大字亦改制為村。1950年（民國39年）10月25日，雲、嘉、南分治，玉井鄉仍隸屬於臺南縣。2010年（民國99年）12月25日，臺南縣、市合併為直轄臺南市，玉井鄉改制為玉井區，村亦改制為里。

## 聚落
本地區發展較早的聚落為鹿陶、噍吧望（已消失），在日治初期的官方地圖上已有記載。

## 交通
省道台3線俗稱「內山公路」，是臺北市市區至屏東的幹道，經過本地區東北部的鹿陶聚落西郊。由該道路北行可前往楠西區、嘉義縣大埔鄉、番路鄉南部、中埔鄉、番路鄉西北部等地；南行可前往玉井區玉井市區、南化區、高雄市內門區、旗山區等地。
區道南189線是斗六至後旦的道路，經過本地區中部。